# William Temple, 1. Baronet

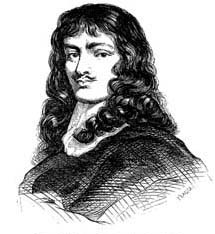
Sir William Temple, 1. Baronet

Sir William Temple, 1. Baronet (* 25. April 1628 in London; † 27. Januar 1699 in Moor Park bei Farnham (Surrey)) war ein englischer Staatsmann, Schriftsteller und Diplomat.

## Leben
William Temple entstammte einer in Irland ansässigen Linie der alten englischen Familie Temple. Er besuchte die Schule von Bishop’s Stortford, studierte ohne Abschluss am Emmanuel College der Universität Cambridge und unternahm anschließend eine sechsjährige Grand Tour auf den europäischen Kontinent. Erst nach der Wiederherstellung der Monarchie unter Karl II. betrat er die öffentliche Laufbahn, indem er 1660 als Abgeordneter für das Borough Carlow Mitglied der irischen Konvention wurde und sich in dieser Versammlung durch Widerstand gegen die Einführung einer Kopfsteuer (Poll bill) auszeichnete. Mit seinem Vater John Temple (1600–1677) zugleich wählte ihn das County Carlow 1661 in das irische Parlament, das ihn im folgenden Jahr zu seinem Kommissar beim König ernannte. Temple ließ sich seitdem mit seiner Familie in London nieder und erhielt 1665, beim Ausbruch des Kriegs gegen Holland, vom Hof eine geheime Sendung an den Bischof von Münster, die ihm am 31. Januar 1666 den erblichen Adelstitel Baronet, of Sheen in the County of Surrey, und 1668 das Amt eines Residenten am Hof zu Brüssel eintrug.
Als 1667 die spanischen Niederlande durch Frankreich in Gefahr kamen, schloss Temple als englischer Bevollmächtigter in Den Haag mit den Holländern das Bündnis ab, das durch den Hinzutritt Schwedens den Namen der Tripel-Allianz (1668) erhielt. Als Gesandter in Aachen brachte er zwischen Frankreich und Spanien den Frieden vom 2. Mai 1668 zustande. Karl II. ernannte ihn daraufhin zum Gesandten bei den Generalstaaten. Bei der Reaktion unter dem Cabal-Ministerium 1669 zog er sich von den öffentlichen Geschäften zurück und begab sich auf sein Gut Sheen bei Richmond in Surrey, wo er seine Observations on the United Provinces of the Netherlands und einen Teil seiner Essays schrieb.
Infolge der Unzufriedenheit, die der 1672 in Verbindung mit Frankreich unternommene Krieg gegen die Niederlande erregte, rief Karl II. den gemäßigten Temple in den Staatsdienst zurück. Er ging 1674 nach Den Haag, wo er den Frieden vorbereitete und die Vorverhandlungen für die Heirat des Prinzen Wilhelm von Oranien mit Karls ältester Nichte Maria leitete. 1679 rief ihn Karl II. nach London zurück. Um die Parteien zu versöhnen, riet er dem König zur Bildung eines Staatsrats aus 30 der angesehensten Regierungsbeamten und Parlamentsmitglieder, welcher Plan auch zur Ausführung kam. Für die Universität Cambridge wurde er auch Mitglied des Parlaments.
Als Karl II. am 10. Januar 1681 das Parlament auflöste, nahm Temple seinen Abschied und zog sich auf sein Gut Moor Park bei Farnham zurück, wo der später berühmte Jonathan Swift ab 1689 sein Sekretär war. Temple starb am 27. Januar 1699 im Alter von 70 Jahren auf seinem Gut. Seine durch Form und Inhalt ausgezeichneten Works erschienen 1750 in London in zwei Bänden und 1814 ebenda in vier Bänden. Swift gab seine Memoirs (2 Bde., London 1709) und Letters (3 Bände, London 1700–03), E. A. Parry Dorothy Osborne’s letters to Sir William Temple 1652–54 (London 1888, erweiterte Ausgabe 1903) heraus.
Aus seiner am 31. Januar 1655 geschlossenen Ehe mit Dorothy Osborne (1627–1695) hatte er einen Sohn und eine Tochter. Da sein einziger Sohn bereits 1689 starb und keine männlichen Nachkommen hinterließ, erlosch sein Baronettitel bei seinem Tod am 27. Januar 1699.